# Rosalyn Terborg-Penn
Rosalyn Terborg-Penn (22 octobre 1941 - 25 décembre 2018) est une historienne et auteure américaine spécialisée dans l'histoire afro-américaine et celle des femmes noires. Son livre African American Women in the Struggle for the Vote, 1850–1920 est un travail de pionnier quant aux rôle des femmes afro-américaines dans le mouvement pour le droit de vote des femmes aux États-Unis. Elle a été professeure de l'université d'État Morgan de Baltimore,.

## Biographie

### Enfance et études
Rosalyn Marian Terborg est née à Brooklyn. Sa mère Jeanne Terborg est une employée de bureau d'Indianapolis, et son père Jacques A. Terborg, un musicien de jazz né au Suriname,,. En 1951, sa famille déménage dans le Queens, où elle suit ses études secondaires à la John Adams High School (Queens) (en) dont elle sort diplômée en 1959. En 1963, elle obtient un diplôme en histoire du Queens College, City University of New York avant de déménager à Washington (district de Columbia) pour faire une maîtrise en histoire de la diplomatie américaine à l'université George-Washington. Terborg-Penn obtient ensuite son doctorat à l'université Howard avec une thèse sur l'histoire des afro-américains avant 1865,.
Elle meurt à 77 ans, le 25 décembre 2018 à Columbia.

### Syndicalisme étudiant
Pendant ses études au Queens College, elle est membre de la section locale de la NAACP et organise à ce titre une manifestation lorsque l'école ne laisse pas Malcolm X prononcer un discours sur le campus. Elle organise également des road trips étudiants, notamment un voyage dans le comté de Prince-Édouard en Virginie, où des écoles sont fermées par des responsables scolaires qui sont contre l'intégration raciale. Terborg-Penn et d'autres étudiants enseignent à des étudiants noirs, privés de cours. Après avoir déménagé à Washington pour intégrer l'université, elle rejoint le groupe DC Students For Civil Rights et qui milite en faveur du Civil Rights Act de 1964,.

## Carrière professionnelle

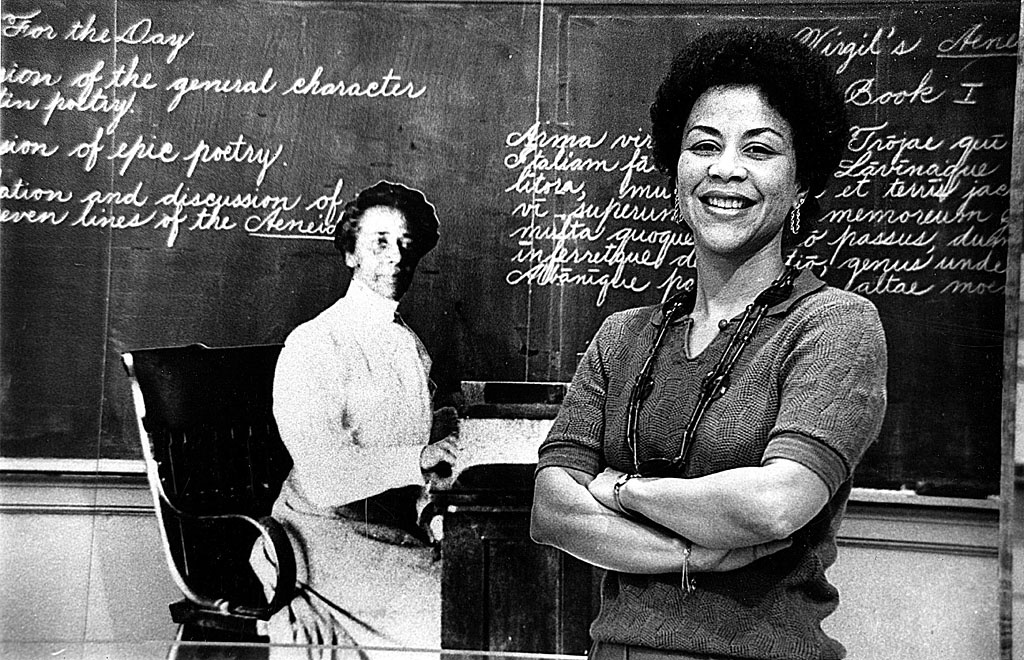
Rosalyn Terborg-Penn devant l'exposition Anna J. Cooper au Anacostia Neighbourhood Museum, en 1985.

En 1969, Terborg-Penn commence à enseigner à l'université d'État Morgan (MSU) de Baltimore où on lui doit la mise en place du premier cursus doctoral en histoire de cette université. Elle est également professeure au Howard Community College de Columbia. En 1977, elle cofonde une association des femmes noires historiennes (ABWH) dont elle est la première présidente,.

## Travaux de recherche
En 1998, elle publie African American Women in the Struggle for the Vote, 1850–1920. L'ouvrage est critique de l'histoire officielle du droit de vote des femmes aux États-Unis qui efface les contributions des femmes noires. Dans ce livre, elle sort de l'oubli plus de 120 femmes noires qui ont joué un rôle dans la lutte pour l'obtention du droit de vote. Ce livre est considéré comme un ouvrage fondateur dans l'histoire des femmes afro-américaines,.
Dans son précédent ouvrage, coécrit avec Sharon Harley, elle exprime l'aspect ironique de la discrimination subie par les suffragettes noires de la part de « femmes blanches qui se plaignent par ailleurs d'être discriminées par les hommes ».

## Œuvres

### Essais
- (en-US) African American Women in the Struggle for the Vote, 1850-1920, Bloomington; Indiana, Indiana University Press, 1998, 208 p. (ISBN 9780253211767, lire en ligne).

### Directrice de publication
- (en-US) Sharon Harley (dir.) et Rosalyn Terborg-Penn (dir.), The Afro-American woman : Struggles and images, Port Washington, état de New York, Kennikat Press (réimpr. 1997) (1re éd. 1978), 158 p. (ISBN 9780804692090, lire en ligne)
- (en-US) Rosalyn Terborg-Penn (dir.), Sharon Harley (dir.) et Andrea Benton Rushing (dir.), Women in Africa and the African Diaspora, Washington (district of Columbia), Howard University Press (réimpr. 1989, 1996, 2013) (1re éd. 1987), 264 p. (ISBN 9781574780543, OCLC 655083074, lire en ligne)
- (en-US) Robert L. Harris Jr. (dir.) et Rosalyn Terborg-Penn (dir.), The Columbia Guide to African American History Since 1939, New York, Columbia University Press (réimpr. 2008) (1re éd. 2006), 462 p. (ISBN 9780231138109, lire en ligne).

### Articles
- « Teaching the History of Black Women: A Bibliographical Essay », The History Teacher, vol. 13, no 2,‎ février 1980, p. 245-250 (6 pages) (lire en ligne ),
- « Black Women Freedom Fighters in South Africa and in United States, a Comparative Analysis », Dialectical Anthropology, vol. 15, nos 2-3,‎ 1990, p. 151-157 (7 pages) (lire en ligne ),
- « Woman Suffrage: "First Because We Are Women and Second Because We Are Colored Women" », Negro History Bulletin, vol. 63, nos 1-4,‎ hiver 1999 / 2000, p. 63-70 (8 pages) (lire en ligne ),
- « Contextualizing from Slavery to Freedom in the Study of Post Emancipation Black Women's History », The Journal of Negro History, vol. 85, nos 1-2,‎ printemps 2000, p. 36-39 (4 pages) (lire en ligne ),
- « Migration and Trans-Racial/National Identity Re-Formation: Becoming African Diaspora Women », Black Women, Gender + Families, vol. 5, no 2,‎ 2011, p. 4-24 (21 pages) (lire en ligne ),

## Voir Aussi